# 郭汝斌
郭汝斌（1945年—），汉族，中华人民共和国政治人物、第十一届全国政协委员。
加入中国共产党，担任中央纪委驻国家质检总局纪检组组长、国家质检总局党组成员。2008年，当选第十一届全国政协委员，代表社会福利和社会保障界，分入第四十八组。